# Francés Boya Alòs
Francés Xavier «Paco» Boya Alòs (Lés, 23 de enero de 1960) es un político español. Desde octubre de 2020 es secretario general para el Reto Demográfico dentro del Ministerio para la Transición Ecológica y el Reto Demográfico.
Anteriormente, ha sido síndico de Arán entre 2007 y 2011, y entre 2019 y 2020. Asimismo, ha ocupado otros cargos como senador en las Cortes Generales, diputado en el Parlamento de Cataluña, concejal de Lés y diputado provincial de Lérida. También es escritor en lengua occitana, concretamente en dialecto aranés.

## Política
Francés Boya nace en Lés, población del Valle de Arán, provincia de Lérida. Es miembro fundador del partido Unidad de Arán, partido afiliado desde 1995 al PSC, y desde 1978 es su secretario general. Ha ocupado distintos cargos en su ayuntamiento natal Lés, desde 1989 a 2007. Ese año, ganó las elecciones del Consejo General de Arán, erigiéndose síndico de Arán hasta 2011.
Entre 1999 y 2003 fue diputado del Parlamento de Cataluña.
En las elecciones generales de ese año, consigue un escaño en el Senado. Como senador, actuó como portavoz socialista en las comisiones de Agricultura, Pesca y Alimentación, de Interior, de Educación y Deporte, de Peticiones, en la comisión especial de estudio sobre las medidas a desarrollar para evitar la despoblación y en la Comisión Mixta de Relaciones con el Defensor del Pueblo. Igualmente, participó activamente en la actividad legislativa, siendo ponente de diversas leyes como la ley de Denominaciones de Origen e Indicaciones Geográficas Protegidas de ámbito territorial supraautonómico, la ley que reforma la Ley de Pesca Marítima del Estado, la ley de la cadena alimentaria, la ley para el cuidado de animales en su explotación, transporte, experimentación y sacrificio, la ley relativa a la representatividad de las organizaciones agrarias y la ley que fomenta las cooperativas y otras asociaciones, así como participó en otras tantas.
El 2015 consigue un escaño a la Diputación provincial de Lérida, cargo que ocupa hasta 2019 cuando vuelve a ser elegido síndico de Arán tras ganar las elecciones.
A finales de octubre de 2020, la vicepresidenta cuarta y ministra para la Transición Ecológica, Teresa Ribera, lo nombró secretario general para el Reto Demográfico.

## Literatura
Paco Boya ha cultivado el occitano aranés en distintos géneros literarios. Destaca su novela Presoèrs dera mar gelada galardonada con el premio Les Talúries en 1998, la medalla Villa de Luchón (1998) y la medalla Stéphen Liègard (1999). También escribió la guía literaria Era Val d'Aran (1995) y la colección de relatos L'alè del bosc (1997).
Boya es un gran defensor del occitano aranés, perteneciendo a distintas organizaciones en defensa de la lengua de Arán y de sus costumbres. 
También trabaja con distintos medios de comunicación, tanto literarios como periodísticos, como su colaboración con TVE.